# مارك مورر
مارك مورر (بالإنجليزية: Marc Maurer)‏ هو محامي أمريكي، ولد في 1951.